# 1. FC Tatran Prešov
Der 1. FC Tatran Prešov ist ein slowakischer Fußballverein aus Prešov. Sein Vorgängerverein Eperjesi TVE wurde 1898 gegründet. Zwischen 1945 und 1993 spielte Tatran Prešov insgesamt 34 Jahre in der höchsten tschechoslowakischen Spielklasse. Der größte Erfolg war dabei jeweils ein zweiter Platz 1965 und 1973. 1992 gewann Tatran Prešov den Slowakischen Pokal. In der Ewigen Tabelle der tschechoslowakischen Liga belegt Tatran Prešov als drittbester slowakischer Verein den achten Platz.

## Vereinsgeschichte
Erster Fußballverein in Prešov war der ungarische Klub Eperjesi Torna és Vivó Egyesület, kurz ETVE. Dieser Sportverein existierte seit 1896, am 25. Mai 1898 wurde eine Fußballabteilung gegründet. Bis zur Auflösung des Vereins 1939 konnte er keine überregionalen Erfolge feiern.
1931 entstand ein slowakischer Sportklub namens Slávia Prešov. Slavia nahm zwischen 1939 und 1944 mit mäßigem Erfolg an der slowakischen Meisterschaft teil. 1945 kam es zu einer Fusion der Vereine Slávia Prešov und Snaha Prešov, woraus der Prešovský telovýchovný spolok, kurz PTS entstand. Die Vereinigung wurde 1947 gelöst, doch schon 1948 fusionierten die beiden Vereine erneut und bildeten nun Sparta Dukla Prešov. Der Verein wurde 1950 in Dukla Prešov umbenannt und stieg in die höchste tschechoslowakische Spielklasse auf.
1953 in Tatran Prešov umbenannt wurde die Mannschaft in der Spielzeit 1964/65 mit sieben Punkten Rückstand auf Sparta Prag tschechoslowakischer Vizemeister, nachdem sie in der vorangegangenen Saison schon Dritter werden konnte. 1966 stieß Prešov bis in das Finale des Tschechoslowakischen Pokals vor, musste sich aber Meister Dukla Prag geschlagen geben. Die Ligasaison beendete Tatran auf dem letzten Platz und musste absteigen.
Als Zweitligist nahm man 1966/67 am Europapokal der Pokalsieger teil, musste sich aber in der ersten Runde mit 1:1 und 2:3 dem späteren Sieger FC Bayern München geschlagen geben.
Die Rückkehr in die 1. Tschechoslowakische Liga gelang Tatran Prešov 1969, dieses Mal konnte man sich nur fünf Spielzeiten halten und stieg 1974 ab. 1973 hatte die Mannschaft erneut die Vizemeisterschaft gewonnen und nahm 1973/74 am UEFA-Pokal teil. In der ersten Runde besiegten die Slowaken den jugoslawischen Vertreter Velež Mostar mit 4:2 und 1:1. In der zweiten Runde traf man auf den VfB Stuttgart und musste sich im Neckarstadion mit 1:3 geschlagen geben. In Prešov hieß es nach neunzig Minuten 3:1 für die Heimmannschaft, die jedoch in der Verlängerung völlig einbrach und vier Tore kassierte.
1977 qualifizierte sich Tatran Prešov für die 1. Liga und beendete die Saison 1977/78 auf dem siebten Platz. Im Intertoto-Cup 1978 gewann Prešov seine Gruppe und ließ dabei Esbjerg fB, den Wiener Sportclub sowie die Young Boys Bern hinter sich. Schon traditionell folgte auf den Erfolg den Fall. Der vorletzte Platz in der Spielzeit 1978/79 bedeutete den erneuten Abstieg, doch nach nur einem Jahr war Tatran Prešov zurück in der 1. Liga.
1981 nahm Tatran Prešov am inzwischen bedeutungslosen Mitropapokal teil und konnte ihn nach Erfolgen über Como Calcio (4:1 und 0:1), NK Zagreb (2:1 und 5:1) sowie Csepel SC (0:0 und 3:0) gewinnen.
Während es in der 1. Liga nicht zu Platzierungen auf den vorderen Rängen reichte, gelang 1984/85 der Einzug in das slowakische Pokalfinale. Lokomotíva Košice erwies sich in Hin- und Rückspiel (1:1 und 0:1) jedoch als zu stark.
1988 musste Tatran Prešov die 1. Liga erneut verlassen, kehrte aber schon 1990 wieder zurück. Nach einem zehnten Platz 1991 wurde die Mannschaft 1992 Siebter. Außerdem gewann sie den Slowakischen Pokal, musste sich aber im Endspiel um den Tschechoslowakischen Pokal Sparta Prag geschlagen geben. Der elfte Rang in der letzten gemeinsamen tschechoslowakischen Saison 1992/93 bedeutete die Qualifikation zur neuen eigenständigen slowakischen Liga.
Tatran Prešov spielte mit wechselndem Erfolg in der slowakischen 1. Liga und platzierte sich meist im unteren Mittelfeld. 1994 drang sie bis in das Finale des Slowakischen Pokals vor, verlor aber gegen Slovan Bratislava. Da Slovan aber zugleich Meister geworden war, konnte Tatran in der Saison 1994/95 am Europapokal der Pokalsieger teilnehmen. Über den Bangor FC und Dundee United erreichte Tatran die zweite Runde, wo die Mannschaft Real Saragossa mit 0:4 und 1:2 unterlag. 1997 erreichte Prešov erneut das nationale Pokalfinale unterlag jedoch abermals Slovan Bratislava.
2002 belegte Tatran Prešov den letzten Tabellenplatz und musste absteigen. 2003 reichte es in der Zweiten Liga nur zu einem enttäuschenden neunten Platz. 2004 wurde Prešov Dritter und verpasste den Wiederaufstieg um sieben Punkte. 2005 reichte es zu Platz fünf, 2006 zu Rang vier.
In der Spielzeit 2007/08 stieg Tatran Prešov in die Corgoň liga auf.

## Štadión Tatran
Das Štadión Tatran ist eines der ältesten Fußballstadien der Slowakei. Es entstand ab 1900, eine Holztribüne für 400 Zuschauer wurde 1907 gebaut, 1926 eine Umzäunung. Im Zweiten Weltkrieg wurde das Stadion zerstört, bis 1947 aber wiederaufgebaut. Die Kapazität betrug bis zum letzten Umbau im Jahr 1994 18.000, seitdem liegt sie bei 14.000. Im Jahr 2009 wurden die Stehplätze komplett in Sitzplätze umgewandelt, die aktuelle Kapazität liegt bei 5.410 Sitzplätzen. Der Zuschauerschnitt in Prešov lag in der 1. Tschechoslowakischen Liga bei 5.608.
Das Stadion sollte bis zum Sommer 2018 in ein modernes Fußballstadion umgebaut werden. Währenddessen trägt der 1. FC Tatran Prešov seine Spiele im Fußballstadion des Národné tréningové centrum Poprad (NTC Poprad, deutsch Nationales Trainingszentrum Poprad) aus.
Im Januar 2018 begann der Abriss des Stadions. Bis zur zweiten Jahreshälfte 2019 sollte ein Neubau errichtet sein. Nach dem Zuschlag für die Slowakei zur U-21-Fußball-Europameisterschaft 2025 wurde am 18. Juli 2023 der Grundstein für den Bau der Futbal Tatran Aréna gelegt. Anfang Mai 2025 wurde die neue Spielstätte mit 6500 Plätzen für 24,4 Mio. Euro eröffnet.

## Erfolge
| Wettbewerb                         | Jahr                      |  |
| Tschechoslowakischer Vizemeister   | 1965 und 1973             |  |
| Tschechoslowakischer Pokalfinalist | 1966 und 1992             |  |
| Slowakischer Pokalsieger           | 1992                      |  |
| Slowakischer Pokalfinalist         | 1973, 1985, 1994 und 1997 |  |
| Mitropapokal                       | 1981                      |  |
| Intertoto-Cup                      | 1979 (Gruppensieger)      |  |

## Trainer
- Ferenc Szedlacsek (1950)
- Jozef Jarabinský (1984–1985)
- Jozef Adamec (1998–1999)
- Roman Pivarník (2007–2010)

## Spieler
- Ladislav Pavlovič (1941–1953, 1956–1965)
- Stanislav Varga (1993–1998)

## Vereinsnamen
ETVE:
- 1898 Eperjesi Torna és Vívó Egyesület
- 1920 Presovi TVE (Auflösung 1939)

Slávia:
- 1931 ŠK Slávia Prešov
- 1945 PTS Prešov (Fusion ŠK Slávia Prešov und Törekvés)
- 1947 DSO Slavia Prešov und DSO Snaha Prešov (Lösung der Fusion)
- 1948 Sparta Dukla Prešov (Fusion DSO Slavia Prešov und DSO Snaha Prešov)
- 1950 Dukla Prešov
- 1951 Dukla ČSSZ Prešov
- 1952 ČSSZ Prešov
- 1953 DŠO Tatran Prešov
- 1960 TJ Tatran Prešov
- 1989 TJ Tatran Agro Prešov
- 1991 FC Tatran Prešov
- 1996 FC Tatran Bukóza Prešov
- 1998 FC Tatran Prešov
- 2005 1. FC Tatran Prešov